# Алекс Філіпенко
Олексій-Володимир «Алекс» Філіпенко (англ. Alexei Vladimir “Alex” Filippenko, нар. 25 липня 1958) — американський астрофізик і професор астрономії Каліфорнійського університету в Берклі.
Філіпенко здобув ступінь бакалавра після закінчення Каліфорнійського університету в Санта-Барбарі в 1979 році й доктора філософії з астрономії після закінчення Каліфорнійського технологічного інституту в 1984 році. Його дослідження спрямовані на наднові й активні галактики в оптичних, ультрафіолетових і ближніх інфрачервоних довжинах хвиль.